# Sandra Bittner
Sandra Bittner (* 1973 in Offenbach am Main) ist eine deutsche Toningenieurin.

## Biografie
Bittner machte ihre allgemeine Hochschulreife 1993 in Offenbach.
Sie studierte an der Hochschule für Film und Fernsehen Potsdam-Babelsberg Diplom-Tonmeister audiovisuelle Medien von 1997 bis 2004. Im Jahr 2004 erschien ihre Diplomarbeit im Vistas Verlag.
Für einige Zeit arbeitete sie als Synchronmischtonmeisterin beim Hessischen Rundfunk und als Tontechnikerin beim ZDF sowie als Veranstaltungstechnikerin am Staatstheater Darmstadt.

## Filmografie
- 1999: Trompe l’oeil
- 1999: Duft
- 2001: Fourth World
- 2002: Rosa
- 2002: Tauro
- 2003: Die Freiheit der Bäume
- 2004: Medea von Theo van Gogh